# Museo nazionale cerite
Il Museo nazionale cerite è il museo archeologico della città di Cerveteri, in provincia di Roma, nel Lazio settentrionale, dedicato all'arte etrusca proveniente principalmente dalle necropoli dell'antica città etrusca di Caere, tra cui quella della Banditaccia. È ospitato nel castello Ruspoli, nel centro storico della città, che si affaccia su piazza Santa Maria, e per questo intitolato alla principessa Claudia Ruspoli.
Dal dicembre 2014 il Ministero per i beni e le attività culturali lo gestisce tramite il Polo museale del Lazio, nel dicembre 2019 divenuto Direzione regionale Musei.

## Collezioni
Le sue collezioni, strutturate su due livelli, comprendono in primo luogo vetrine tematiche sui resti delle numerose necropoli della città antica: l'epoca villanoviana per il Sepolcreto del Sorbo; periodo ellenistico: la tomba dei Tasmie e tomba dei sarcofagi della Banditaccia; varie ceramiche in bucchero, anfore, vasi funerari ed inoltre alcuni coperchi di sarcofagi figurati (originale o riprodotto). Si noti inoltre che notevoli pezzi provenienti da queste aree archeologiche sono conservati presso il Museo nazionale etrusco di Villa Giulia e il Museo del Louvre.
Dal 2015 il Museo cerite ospita due straordinari reperti: il Cratere e la Kylix di Eufronio. Si tratta di due ceramiche attiche a figure rosse del V secolo avanti Cristo, magnifiche testimonianze dalla più raffinata produzione ceramistica ateniese. Entrambi i vasi furono trafugati durante scavi illegali nell'area di Cerveteri e portati all'estero ove furono a lungo esposti: il Cratere nel Metropolitan Museum di New York e la Kylix nel Getty Museum di Malibù. Restituiti finalmente allo Stato italiano, dopo una prima collocazione nel Museo etrusco di Villa Giulia, a Roma, i due capolavori sono stati definitivamente destinati al Museo di Cerveteri.

## Galleria d'immagini

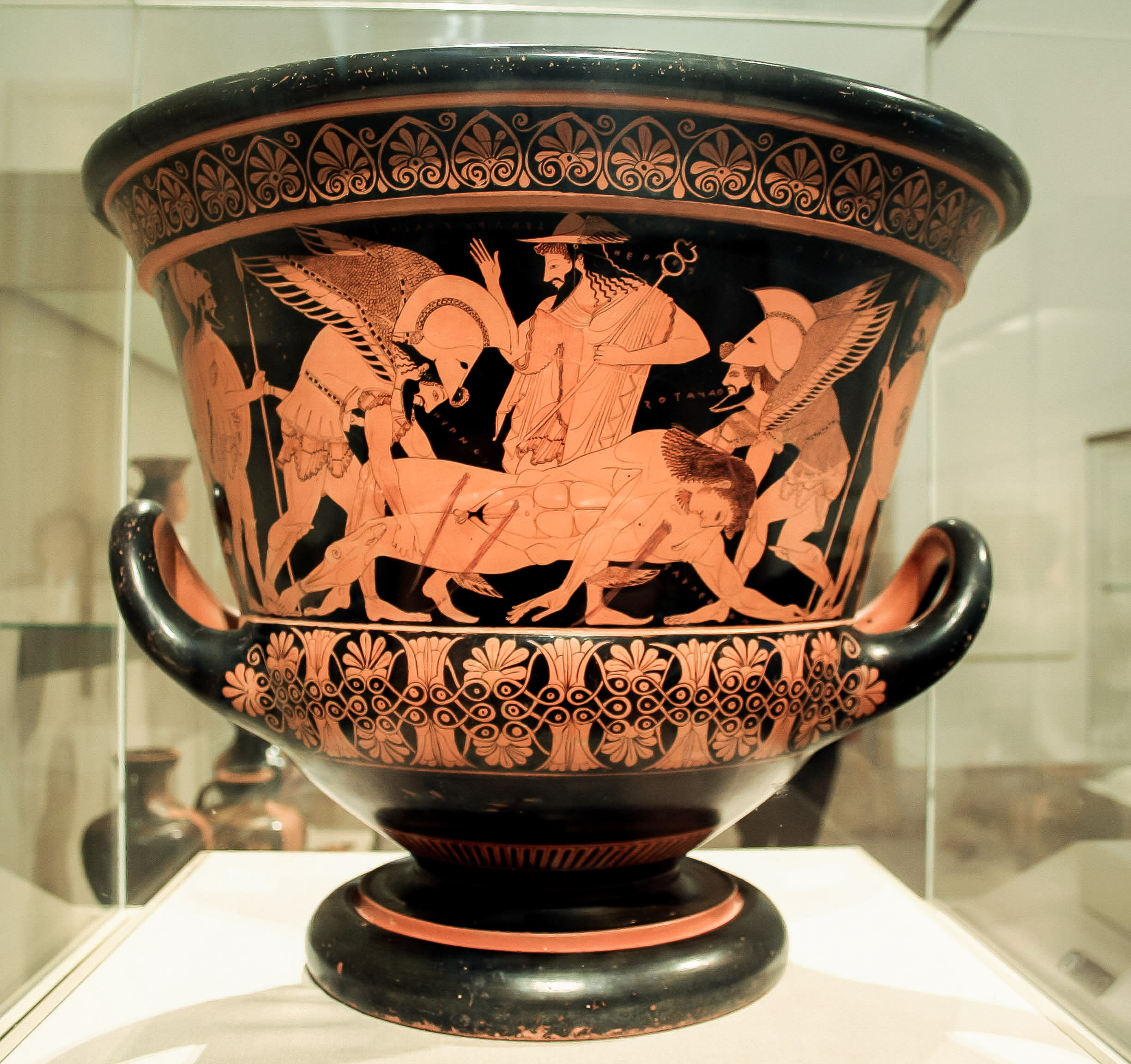
Il Cratere di Eufronio.
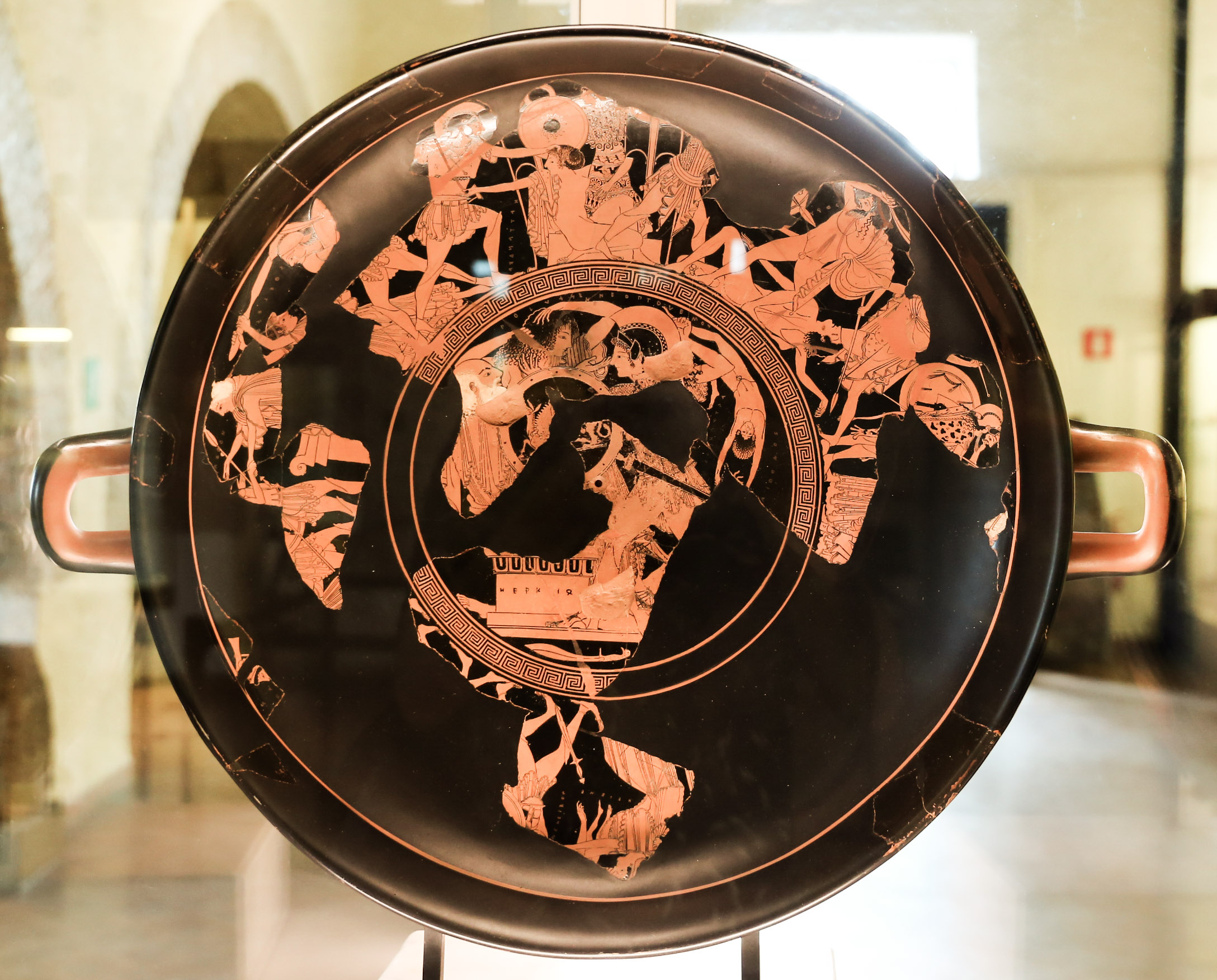
La Kylix di Eufronio.
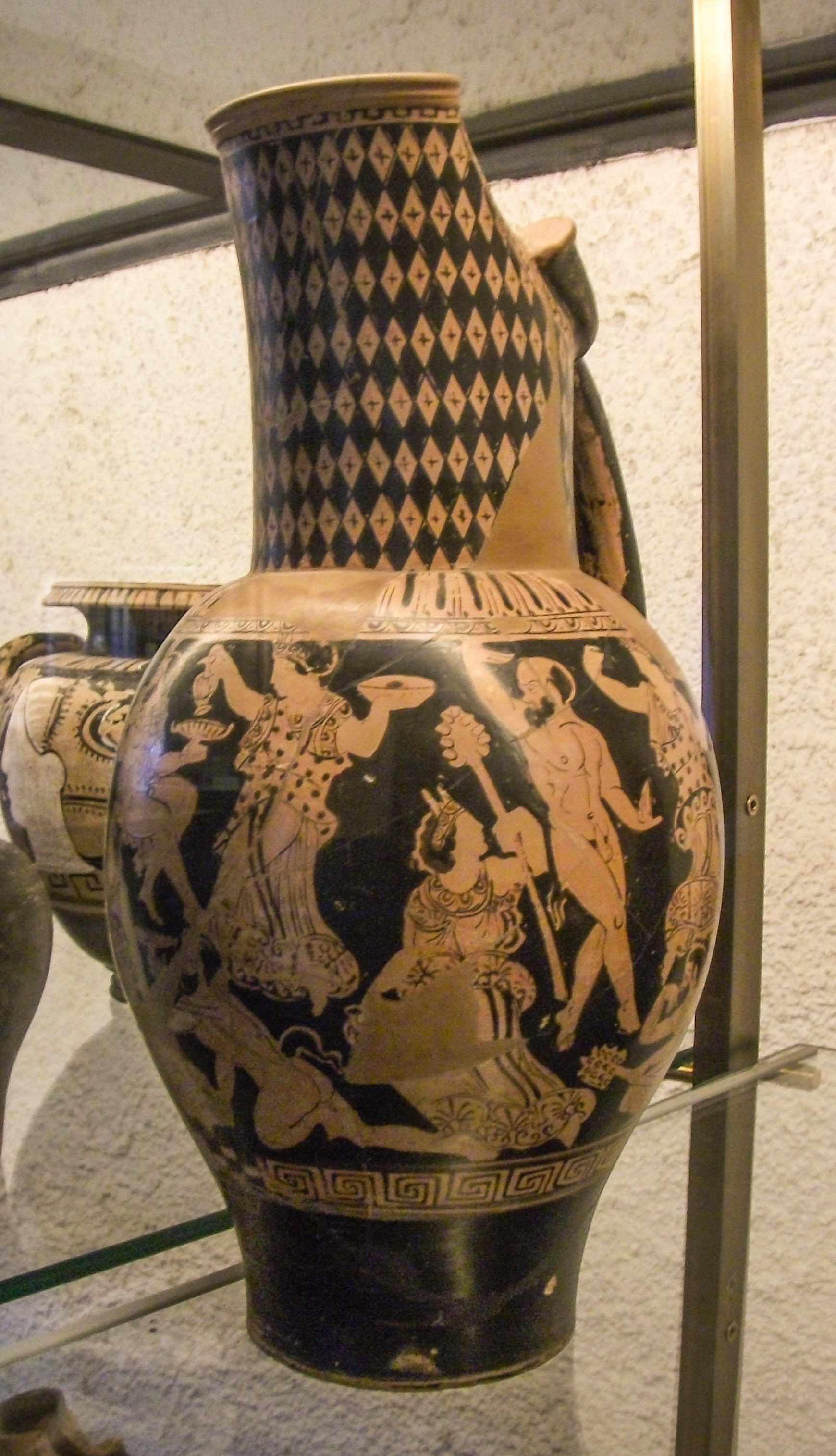
Vaso di ceramica falisca a figura risparmiata.
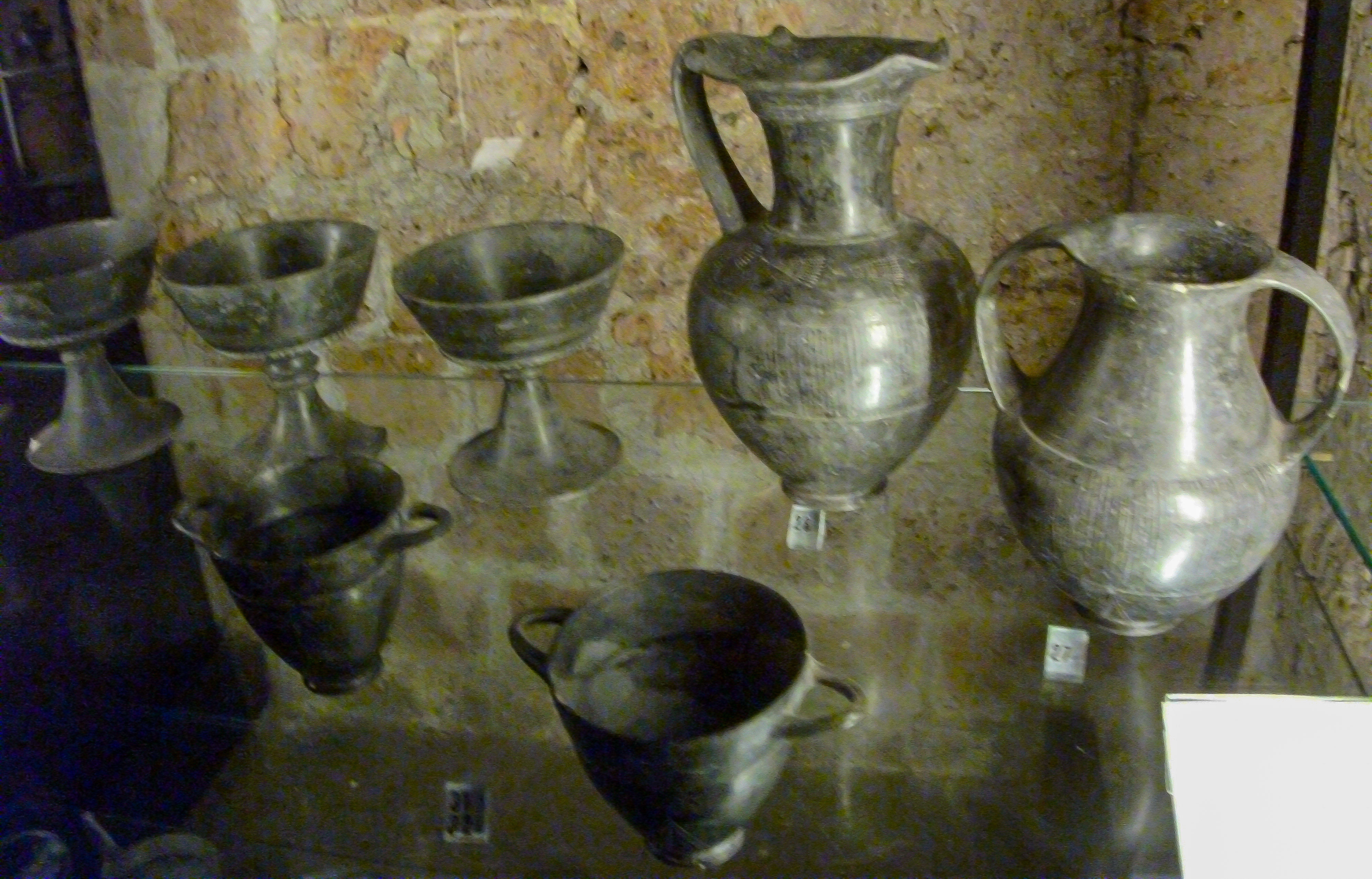
Vetrina di vasi in bucchero.
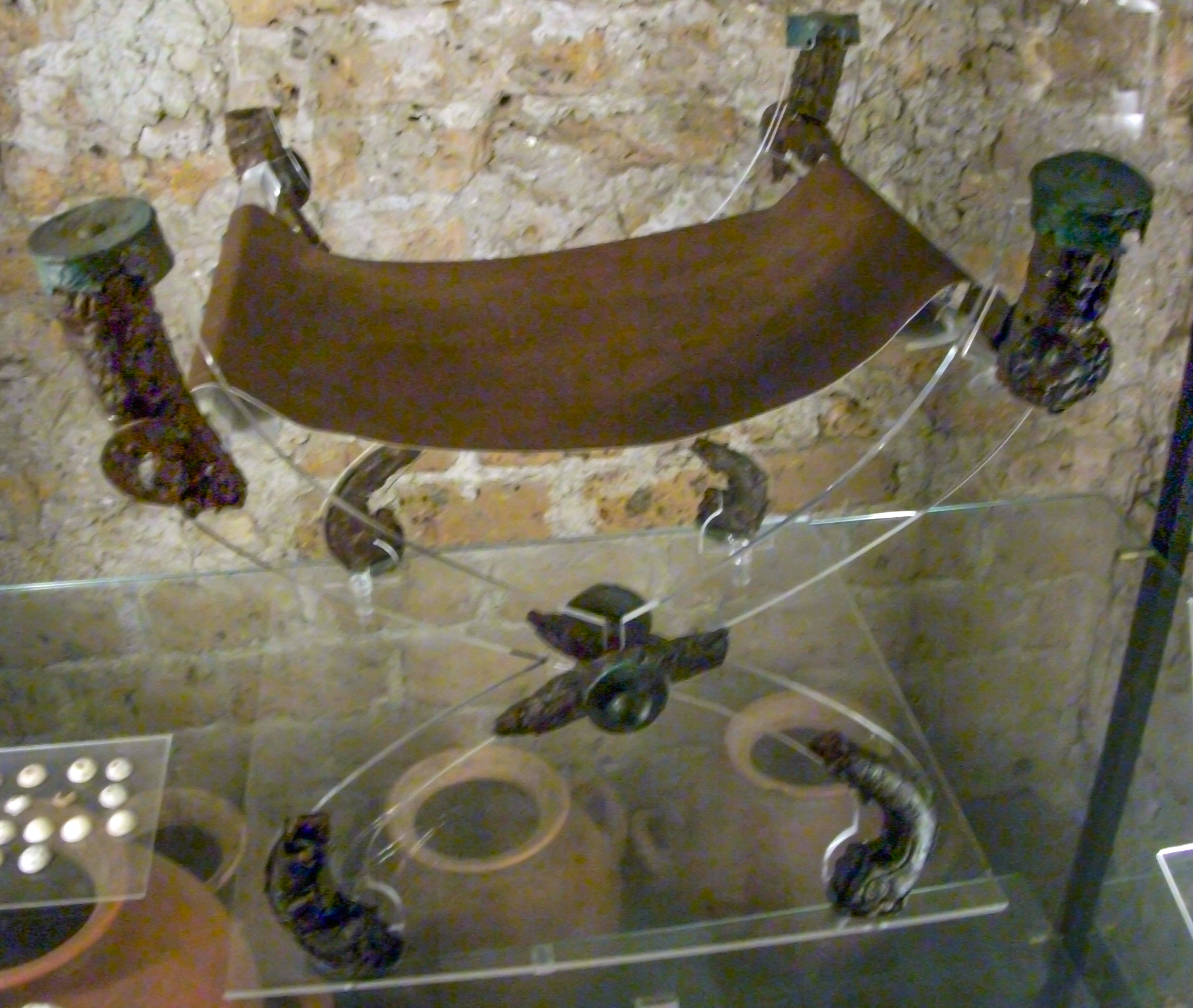
Ricostruzione di una sedia curule.